# Скоростная железная дорога Шанхай — Ханчжоу

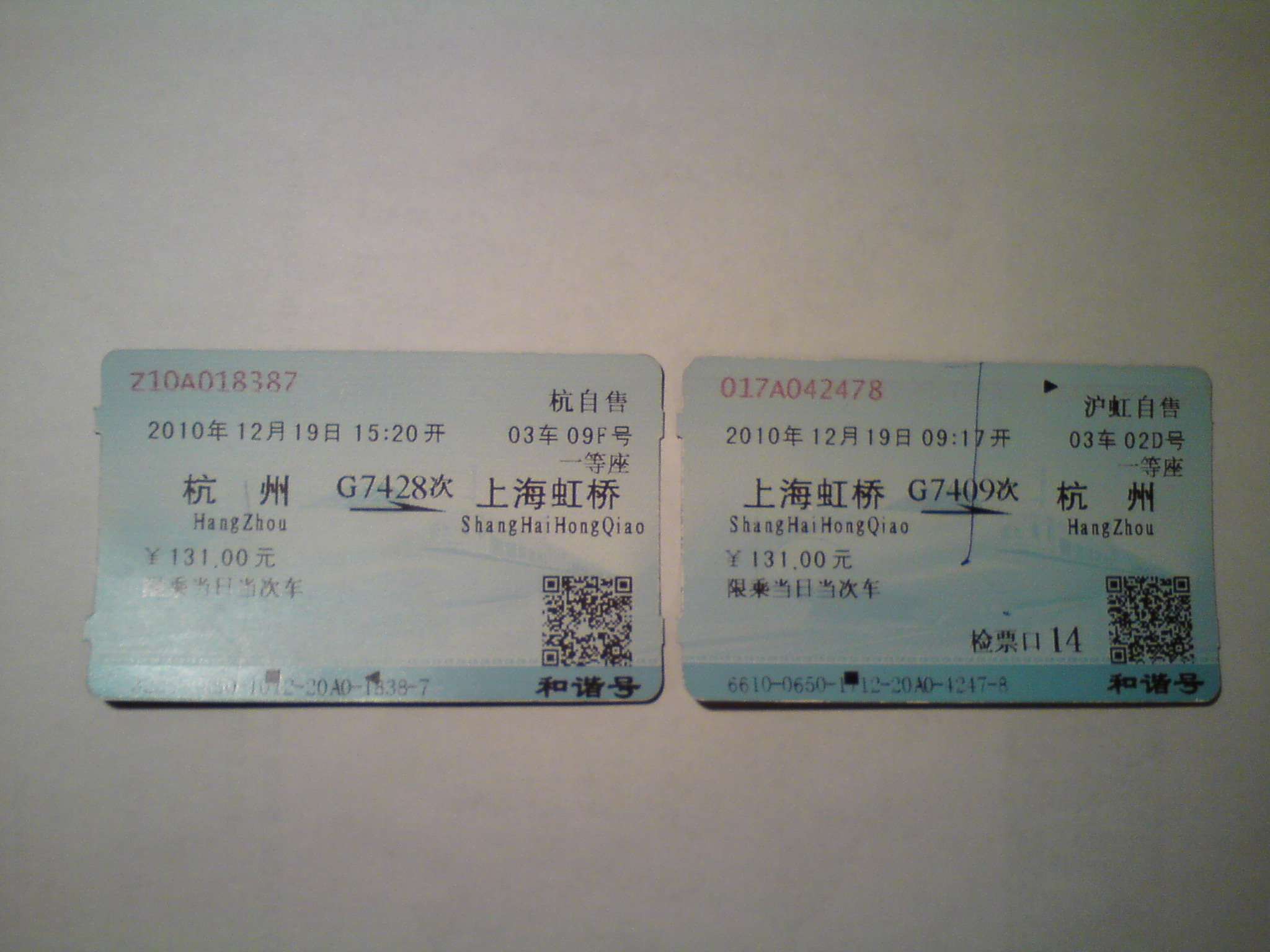
Билет на проезд по дороге Хухан.

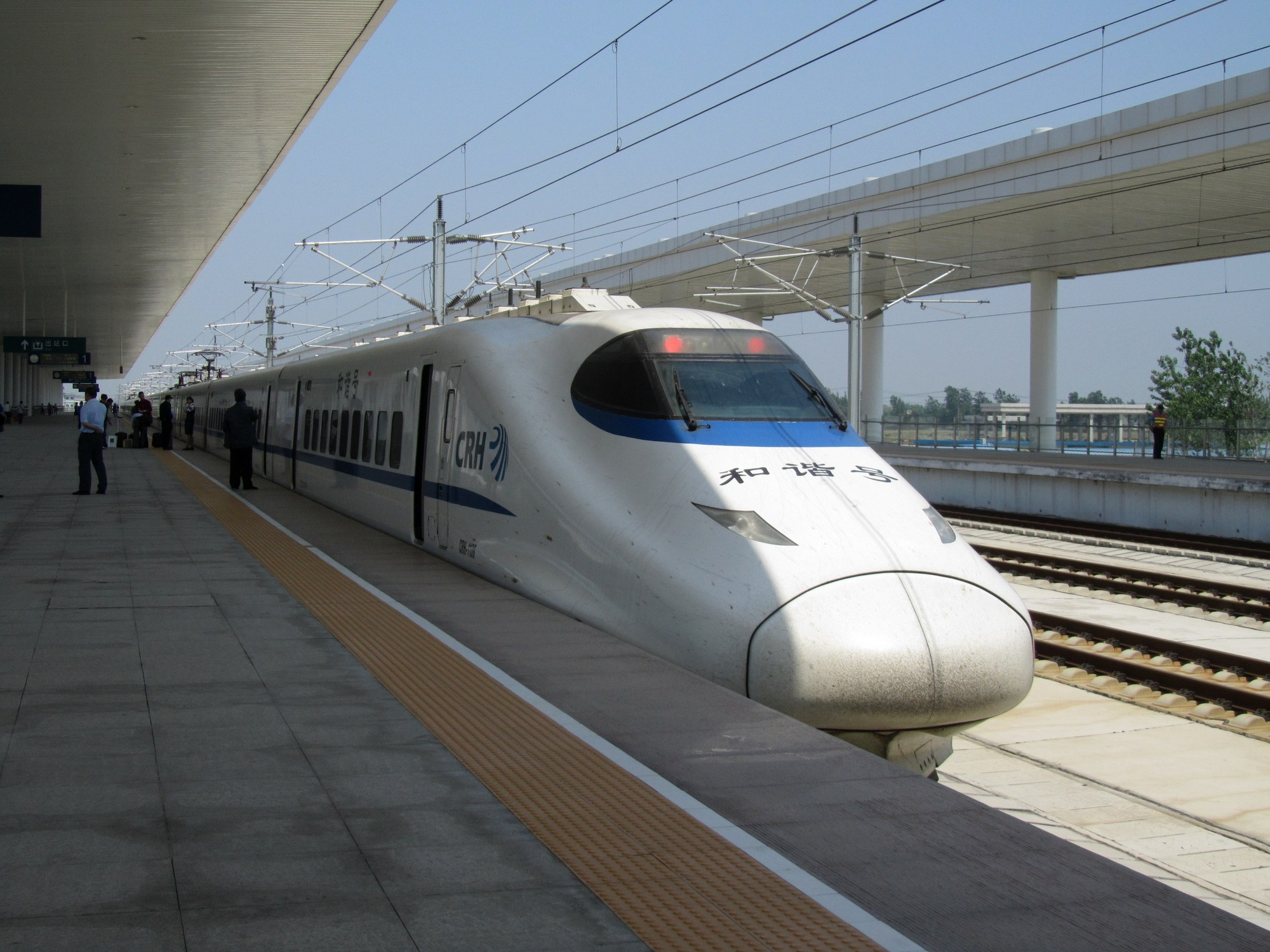
Вокзал Сунцзян-Южный.

Высокоскоростная железная дорога Шанхай — Ханчжоу (кит. 沪杭客运专线), называемая также по первым слогам Хухан (от кит. 沪 «Ху», сокращение для «Шанхай», и 杭 «Хан», сокращение от Ханчжоу, столицы провинции Чжэцзян) построена между городами Шанхай и Ханчжоу. Длина линии — 202 км, дорога предназначена для коммерческих перевозок со скоростью 350 км/час. Дорога была открыта 26 октября 2010 года, строительство заняло 20 месяцев, стоимость проекта почти 30 млрд юаней. Время проезда в результате пуска этой дороги сократилось почти в два раза − от 78 минут до 45 минут. По этой причине планируемое продление линии Шанхайский маглев до Ханчжоу стало маловероятным.
Дорога является первой введённой в эксплуатацию частью Высокоскоростной пассажирской линии Шанхай — Куньмин. Вторая секция Ханчжоу — Чанша (см. Скоростная железная дорога Ханчжоу — Чанша) была открыта в 2014, секция Чанша — Гуйян — в середине 2015, Гуйян — Куньмин (см. Скоростная железная дорога Чанша — Куньмин) — в конце 2016 года.
Эта же дорога является начальным участком Прибрежной высокоскоростной пассажирской линия Шанхай — Ханчжоу — Фучжоу — Шэньчжэнь. Следующий участок Ханчжоу — Нинбо был пущен в эксплуатацию в 2013 году.

## Рекорды скоростей
В сентябре 2010 года экспериментальный поезд на этой трассе развил скорость 416,6 км/ч, поставив рекорд скоростей на китайских железных дорогах. В октябре 2010 в правительственном сообщении было отмечено, что Хуханский экспресс поставил мировой рекорд скорости для штатных поездов − 422 км/ч (как известно, самый быстрый поезд V150 во Франции установил рекорд скорости 573 км/ч в 2007 году).

## Остановки
На линии имеется 9 остановок:
- Шанхай — Хунцяо (кит. 上海虹桥站)
- Сунцзян — Южный (кит. 松江南站)
- Цзиньшань — Северный (кит. 金山北站)
- Цзяшань — Южный (кит. 嘉善南站)
- Цзясин — Южный (кит. 嘉兴南站)
- Тунсянь (кит. 桐乡站)
- Хайнин — Западный (кит. 海宁西站)
- Юхан — Южный (кит. 余杭南站)
- Ханчжоу — Восточный (кит. 杭州东站).[8]